# George Compton (6e comte de Northampton)
George Compton, 6e comte de Northampton (1692 - 6 décembre 1758), est un pair britannique et membre du Parlement .

## Biographie
Il est le deuxième fils de George Compton (4e comte de Northampton) et de Jane, fille de Stephen Fox. Le Premier ministre Spencer Compton (1er comte de Wilmington) est son oncle et Henry Fox, 1er baron Holland, son cousin germain. Il est élu à la Chambre des communes pour Tamworth en janvier 1727, poste qu'il occupe jusqu'en août de la même année, puis représente Northampton de 1727 à 1754. Il sert brièvement comme Lords du Trésor en 1742. En 1754, il succède à son frère aîné dans le comté et entre à la Chambre des lords.
Lord Northampton est mort sans enfant en décembre 1758 et son neveu Charles Compton (7e comte de Northampton) lui succède.